# Stefan Dohanetz

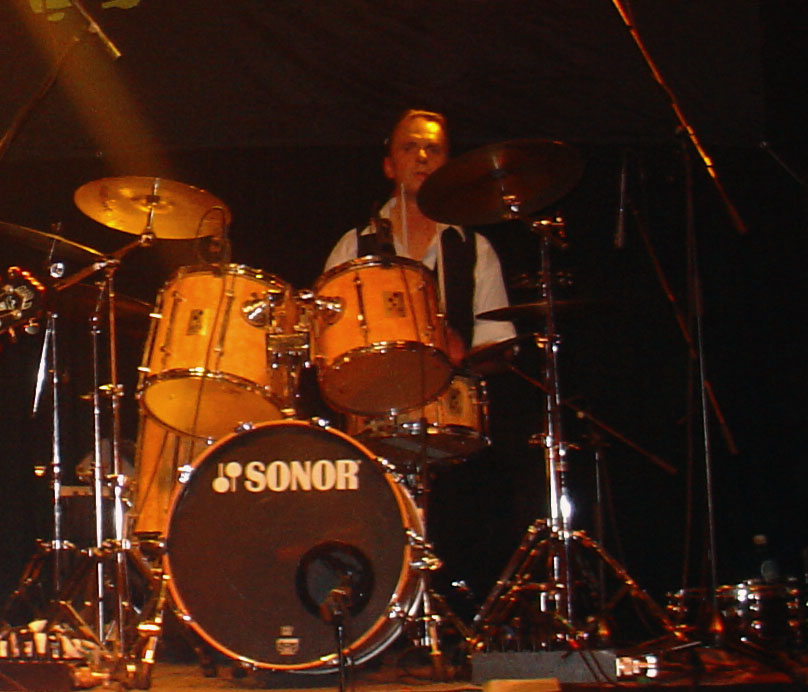
Stefan Dohanetz mit Pankow in Dresden (2011)

Stefan Dohanetz ist ein deutscher Musiker. Er spielt unter anderem Schlagzeug, elektronisches Schlagzeug und Perkussion.

## Biografie
Stefan Dohanetz absolvierte sein Musikstudium am Konservatorium Halle und an der Hochschule für Musik Franz Liszt Weimar. 1982 wurde er von der Horst Krüger Band neben Jacqueline Jacob (Gesang), Bernd Devet (Gesang), Peter Falkenhagen (Gitarre), Detlef Bielke (Keyboard) und Horst Krüger (Keyboard) für ihre Tour engagiert. 1985 wirkte er bei dem Projekt Hermann Naehring und Percussion & Strings mit. Die LP Großstadtkinder erschien bei Amiga. Bei den Titeln Schlagzeilen und Crash saß er am Schlagzeug.
Als Pankow 1985 auf Tournee durch die Bundesrepublik Deutschland war, verließ Frank Hille die Band und blieb im Westen. Er wurde durch Stefan Dohanetz ersetzt. Bis heute ist er festes Mitglied der Band.
1986/87 wurden die Gitarreros gegründet. Auch Stefan Dohanetz gehörte zu der All-Star-Band. Ebenfalls 1986 wirkte er bei dem Projekt von Jürgen Ecke Sound-Synthese – Electronics neben Jürgen Ecke (Keyboard), Manfred Rupp (Sound- und Computer-Programmierung), Sieghart Schubert (Keyboard, Drum-Computer-Programmierung) und Hermann Naehring (Perkussion) als Elektronik-Schlagzeuger mit.
1996 wirkte er bei der John-Silver-Produktion Zebisch – Die Grube ruft von Jürgen Ehle mit. Neben ihm waren an dem Projekt Jürgen Ehle, Georgi Gogow, Carsten Mohren, Tobias Morgenstern, Peter Michailow, Thomas Putensen und Frank Hultzsch beteiligt. 2010 trat er bei der „Drums-Show“ DRUMS 4 YOU neben den Schlagzeugern Karsten Lipsius (Ageless), Lello Hansen (Cool Cats, 4 Pistoleros) sowie Bernd Haucke auf. 
Bei Strange Brew spielte er neben Dieter Graband, Gunther Krex, Werner Tautz und Reinhard Schmid Schlagzeug und Perkussion.

## Weitere Zusammenarbeiten und Projekte
- Pilot
- Mikis Theodorakis
- Maria Farantouri
- Theaterprojekte mit Pankow
- Theater RambaZamba
- Studioproduktionen
- Trommelprojekt „Bando“ („Hardcore percussion“)
- Wenzel & Band